# ニキフォロス1世 (コンスタンディヌーポリ総主教)
ニキフォロス1世（ギリシア語: Πατριάρχης Νικηφόρος Α΄, ? - 828年）は、コンスタンディヌーポリ総主教（在位 806年 - 815年）。正教会とカトリック教会で聖人。
エイレーネー女帝の宮廷で高位聖職者となる。修道士となってからは敬虔さで知られた。806年にコンスタンディヌーポリ総主教に着座し、聖像破壊運動の再燃を前にイコンを強力に擁護するが、イコン破壊論者のレオーン5世が東ローマ帝国皇帝に即位（813年）して間もなく、その座を追われる（815年）。828年に永眠。846年に不朽体が発見された。